# Stadtparksee
Der Stadtparksee in Hamburg-Winterhude ist das größte Gewässer im Hamburger Stadtpark. Er wurde zusammen mit diesem in den Jahren 1910 bis 1914 als Ausgleich für andere, mittlerweile bebaute Grünflächen angelegt und sollte Flächen für Sport und Erholung bieten. Oberbaudirektor Fritz Schumacher (1869–1947) nannte ihn „Großer See“.

## Gliederung
Der See besteht aus zwei Teilen, die heute durch eine Spundwand voneinander getrennt sind. Der Hauptteil ist eine ovale, sich von Nordnordost nach Südsüdwest ausdehnende Wasserfläche mit 380 Metern Länge, 210 Metern Breite und 6,77 Hektar Fläche. Am südlichen Ende liegt die 95 Meter lange, 30 Meter breite und 0,23 Hektar große Liebesinsel. Dort befindet sich eine Verbindung zum nur 60 Meter entfernten Goldbekkanal. Dieser war im Zuge des Baus des Stadtparks vom Moorfuhrtweg in Winterhude bis zum Barmbeker Stichkanal verlängert worden, damit der Ausflugsverkehr mit Alsterdampfern bis zum Stadtparksee und zum Restaurant „Stadthalle“ möglich war. An der östlichen Längsseite des Sees schließt ein rechteckiges Becken mit etwa 130 Metern Breite und 1,5 Hektar Fläche an, das heutzutage als „Naturbad Stadtparksee“ genutzt wird.
Die Wasseroberfläche liegt auf 3 m ü. NHN und rund 4 Meter unter dem Niveau der angrenzenden Teile des Stadtparks. Daher befinden sich an allen Seiten des Sees hohe Böschungen.

## Historischer Wandel
Der Stadtparksee hatte früher eine andere Ufergestaltung. Das Becken, das als Naturbad genutzt wird, war ursprünglich mit dem Hauptteil des Sees verbunden und diente als Hafen für die „Stadthalle“, das Hauptrestaurant für große Veranstaltungen mit Platz für bis zu 14.000 Personen. Der dreiteilige Saalbau mit zwei Arkadenflügeln und Musikpavillons wurde 1912 bis 1916 im Rohbau und 1924 komplett errichtet. Seine Fassaden waren von Richard Kuöhl (1880–1961) gestaltet. Er war der östliche Endpunkt einer Sichtachse über den See und die Festwiese des Stadtparks bis zum Planetarium Hamburg. 1936 wurde der Hafen zum Freibad umgebaut, die Stadthalle im Juli 1943 durch Bomben stark beschädigt und 1951/52 schließlich abgerissen. Die Treppenanlagen sind dabei erhalten geblieben.
Gegenüber der Stadthalle, also am westlichen Ufer und im Verlauf der Hauptsichtachse des Stadtparks, befand sich eine Kaskade, die nach einem Entwurf von Fritz Schumacher mit rotem Klinker verkleidet war. Zusätzliche Keramiken stammten von Kuöhl. Auf beiden Seiten führten Treppen von der sechs Meter höher gelegenen Festwiese zum See. Beidseitig oberhalb der Kaskade befanden sich Pergolen. Die Anlage wurde 1957 abgerissen, nachdem die Böschung zur Festwiese abgeflacht worden war. Im Frühjahr 2001 wurde an derselben Stelle ein Bootsanleger errichtet und somit die Sichtachse wieder betont.
Am Nordufer lag seit 1916 das von Schumacher entworfene „Stadt(park)café“ mit einem eigenen kleinen Hafen, an dessen Zufahrt zwei Zentauren von Georg Wrba (1872–1939) standen. Diese wurden später an den Rand des Freibades zum See hin versetzt. Der zweigeschossige Bau mit kleiner Kuppel bestand aus einem großen Raum im Erdgeschoss, der ab 1921 als Café mit eigener Konditorei genutzt wurde, und einer Wohnung für den Gastwirt sowie Angestelltenzimmer im Obergeschoss. Er war Teil der kleineren Nord-Süd-Sichtachse des Stadtparks, die vom Stadtparksee über einen Rosengarten zu einer Platanenallee führt. Ebenso wie die Stadthalle wurde das Café im Krieg bei Bombenangriffen schwer beschädigt und in den 1950er Jahren abgerissen. Zusammen mit dem Bau eines Uferwegs am Stadtparksee und des Anlegers an der früheren Stelle der Kaskaden wurde hier 2001 ein kleiner Bootsanleger errichtet.

## Liebesinsel

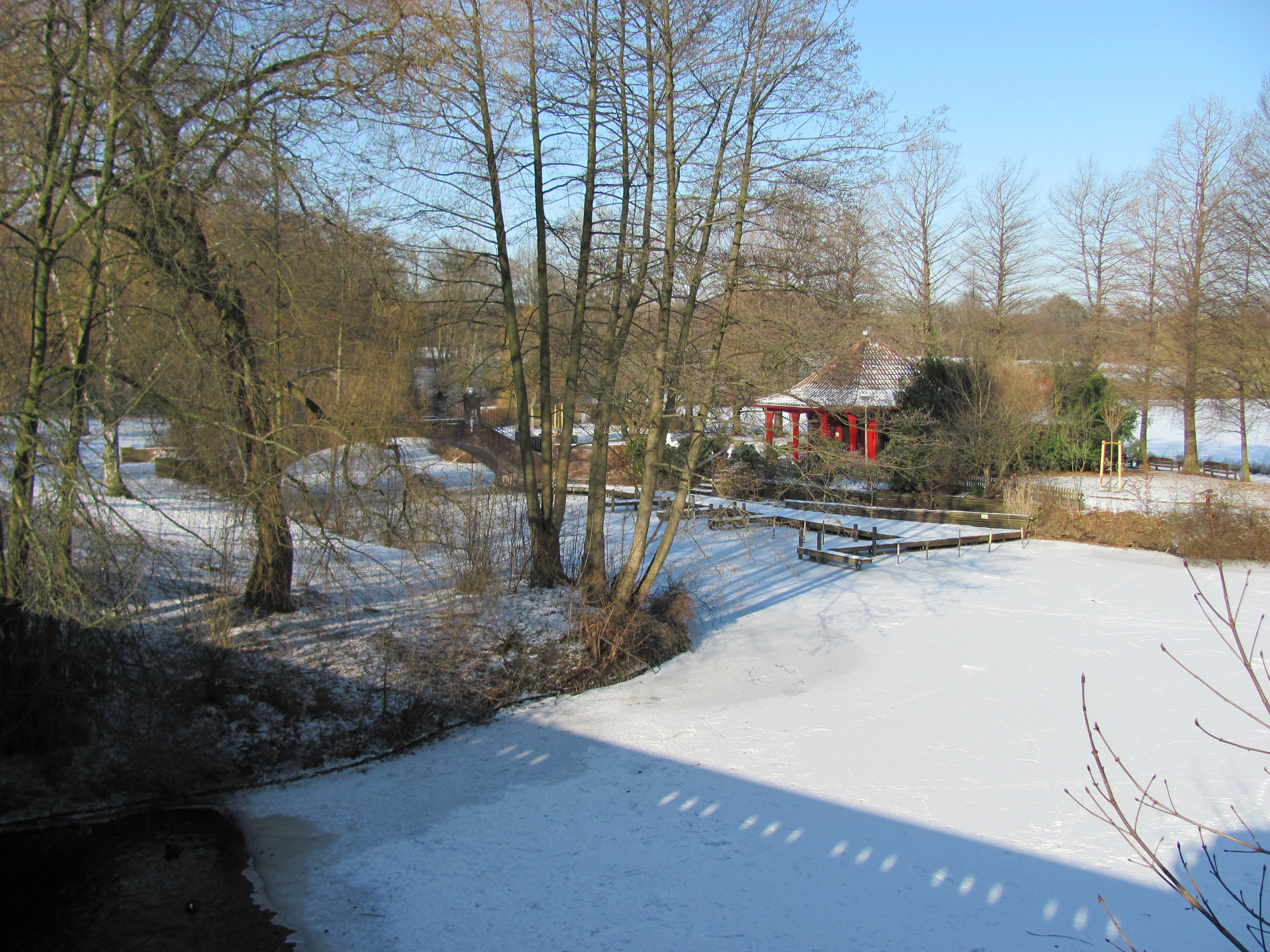
Liebesinsel mit Bootsvermietung

Einzig unverändert ist die Liebesinsel am Südende des Sees, die den Schlusspunkt der Nord-Süd-Sichtachse darstellt. Sie liegt nahe am Ufer und ist über eine 1911 erbaute Brücke zu erreichen, der mit 14,5 Metern Bogenlänge kleinsten und vermutlich ältesten Brücke in Hamburg, die von Schumacher gestaltet wurde. Die Insel mit ihrem Baumbestand und einer kleinen Wiese sollte die Verbindung zum Goldbekkanal verdecken. Auf ihrer Rückseite, und damit vom See und Stadtpark aus nicht zu sehen, befindet sich ein Bootsverleih.

## Naturbad Stadtparksee
Das Naturbad ist vom Stadtparksee durch eine Spundwand abgetrennt und hat eine Fläche von 1,5 Hektar. Es hat einen Nichtschwimmerbereich und Liegeflächen zum Sonnen. Die Spundwand wurde im Winter 1936/1937 eingefügt. Das Bad wurde als Ersatz für die Alsterbadeanstalt Schwanenwik  geschaffen.

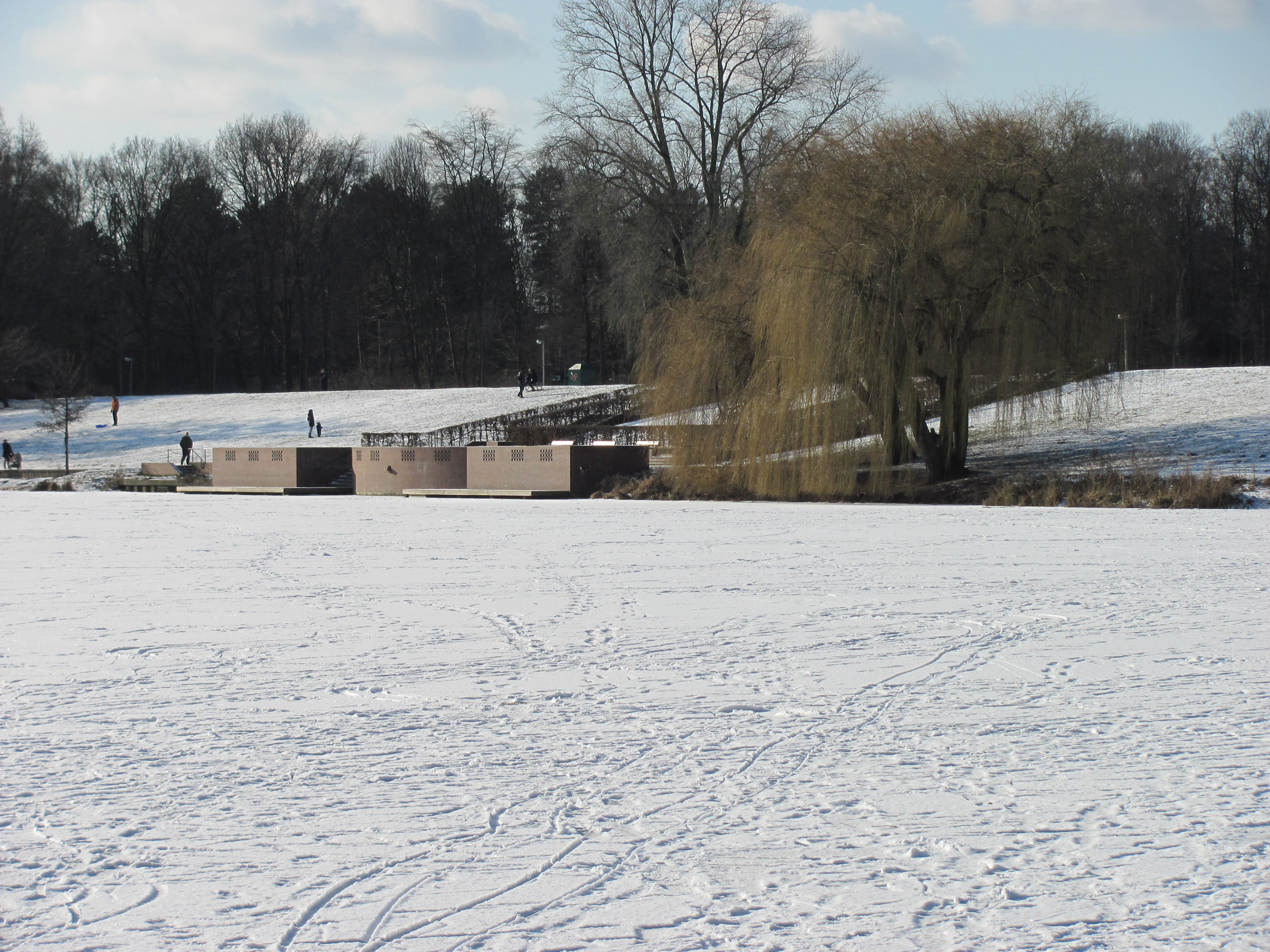
Bootsanleger am Westufer an der Stelle der früheren Kaskade
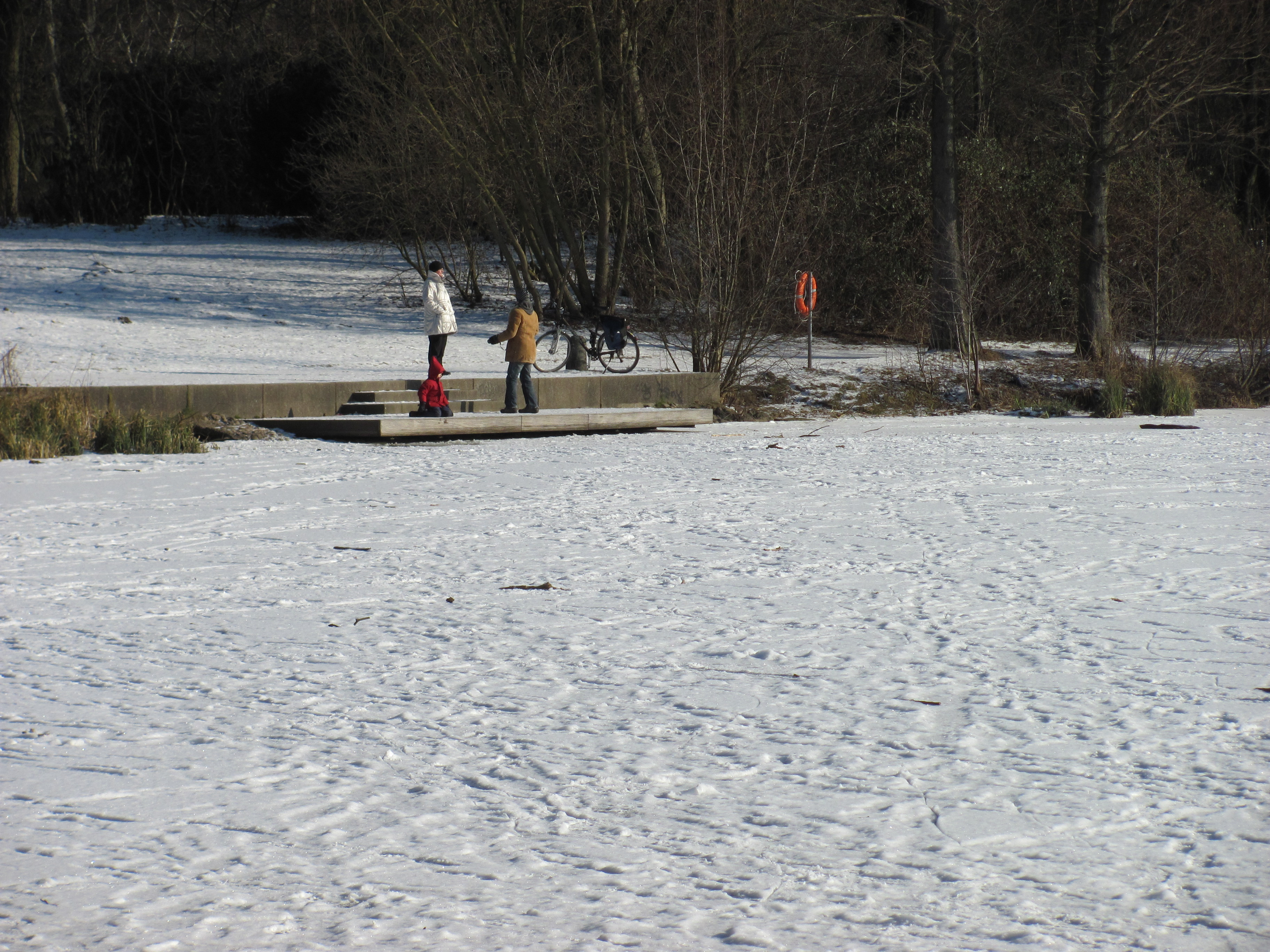
Bootsanleger am Nordufer an der Stelle des Stadtparkcafés